# Retrophyllum rospigliosii
Retrophyllum rospigliosii es una especie de árbol originaria de Colombia, Bolivia, Ecuador, el Perú y Venezuela.

## Nombres comunes
Se conoce como pino hayuelo, pino romero, diablo fuerte, pino real, pino de monte, romerillo fino, romerillo rojo o saucecillo.  También recibe otros nombres comunes que le dan en Colombia: pino colombiano, pino de Pacho, pino negro, pino real pino romerón, romerón de montaña y chaquiro. Se le considera una especie en peligro de extinción.

## Descripción
Árboles de 10 a 12 metros de altura, con hojas muy pequeñas. Tiene epimacios redondeados, de color verde y luego amarillo claro al madurar. Crece entre los 1200 y 3800 metros de altitud. Sus raíces son profundas, pero por la amplitud de su copa debe situarse mínimo a 6 metros distante de construcciones civiles. Puede sembrarse en parques, jardines amplios, grandes zonas verdes y glorietas. Se Puede Encontrar En zonas boscosas

## Usos
Excelente madera para construcción, muy apreciada en ebanistería y carpintería, postes de transmisión de energía y pulpa para papel. Su corteza es fuente de taninos.
Sirve para protección de suelos y cauces de agua.

## Estado de conservación
Vulnerable (VU). La especie se encuentra muy afectada por la deforestación y la tala de los ejemplares maduros, que son perseguidos por su excelente madera. Debido a estas causas, ya han desaparecido casi todos los antiguos pinares dominados por este árbol.

## Fauna asociada
Frutos consumidos por aves silvestres.